# Emanuela
Emanuela, Manuela – żeński odpowiednik imienia Emanuel, pochodzi z języka hebrajskiego.
Jest imieniem rzadkim, którego popularność rośnie. W marcu 2001 zarejestrowanych było 891 Polek o tym imieniu. W styczniu 2024 r. w rejestrze PESEL, wśród publicznie dostępnych danych dotyczących osób żyjących, wykazano 1051 kobiet o imieniu Emanuela nadanym jako imię pierwsze oraz 674 kobiety o imieniu Emanuela nadanym jako imię drugie. 
Emanuela imieniny obchodzi 26 marca.

## Imię Emanuela w innych językach[6]
- łacina – Emmanuela
- angielski – Emmanuela
- czeski – Emanuela, Manuela
- francuski – Emmanuelle
- hiszpański – Manuela
- niemieckl – Emanuela, Manuela
- słowacki – Emanuela, Manuela
- słoweński – Emanuela
- włoski – Manuela, Emanuela, Emmanuela.

## Kobiety o imieniu Emanuela
- Emmanuela Marrone – włoska piosenkarka
- Emanuela Pierantozzi (ur. 1968) – włoska judoczka, dwukrotna medalistka olimpijska.
- Emmy Rossum, właśc. Emmanuelle Grey Rossum – amerykańska aktorka
- Emanuela Salopek – chorwacka koszykarka
- Emmanuelle Seigner – francuska modelka i aktorka filmowa, żona Romana Polańskiego

Postaci fikcyjne: 
- Emmanuelle – główna bohaterka serii francuskich filmów erotycznych opartych na postaci wykreowanej przez Emmanuelle Arsan w powieści The Joys of a Woman.